# Boluan Fanzheng
Boluan Fanzheng, literalment treure l'ordre del caos, traduïble per revertir el caos i tornar al camí correcte, fa referència a un període de significatives reformes sociopolítiques que va començar amb l'arribada de Deng Xiaoping al lideratge suprem de la Xina, en substitució de Hua Guofeng, que havia estat nomenat successor de Mao Zedong abans de la mort d'aquest el 1976. Durant aquest període, Deng i els seus aliats van dur a terme un programa de reformes de gran abast per "corregir els errors de la Revolució Cultural", i restablir l'ordre en el país.
L'inici del període Boluan Fanzheng es considera un punt d'inflexió en la història xinesa, amb els seus ajustos culturals posteriorment demostrat com la base sobre la qual podria tenir lloc la reforma i obertura econòmica paral·lela.Com a tal, es van introduir amb èxit aspectes del capitalisme de mercat a l'economia xinesa, la qual cosa donà lloc a un període de creixement sovint caracteritzat com una de les fites econòmiques més impressionants de la història de la humanitat.
Deng, que havia gaudit i perdut favor durant la Revolució Cultural, va parlar per primera vegada públicament de les idees del Boluan Fanzheng el setembre de 1977, aproximadament un any després de la mort de Mao i la posterior detenció de la Banda dels Quatre.Amb l'ajuda d'aliats com Hu Yaobang, que més tard esdevingué el secretari general, Deng va poder endegar les seves reformes després de la 3a Sessió Plenària del Partit Comunista Xinès el desembre de 1978, on havia ascendit al càrrec de líder suprem.
El Partit Comunista Xinès (PCX) i el govern xinès van desmantellar gradualment les moltes polítiques clarament maoistes associades a la Revolució Cultural, i van rehabilitar a milions de persones que havien estat blanc d'atacs durant la seva dècada d'agitació.El Boluan Fanzheng va durar fins a principis de la dècada del 1980, després de la qual cosa l'enfocament principal del PCX i el govern xinès va passar de la "lluita de classes" a una major modernització i la "construcció econòmica". La posterior velocitat de la transformació de la Xina en aquest període, d'un dels països més pobres a una de les economies més grans del món, és inigualable a la història.(p11) A més, el "debat sobre els estàndards de la veritat de 1978" durant el període Boluan Fanzheng va ser el punt de partida del Moviment de la Nova Il·lustració que va durar una dècada a la Xina continental.
Tanmateix, el període Boluan Fanzheng també va contemplar moltes controvèrsies, com ara la gestió dels llegats de Mao i la Revolució Cultural, és a dir, el tractament lleuger de les figures que havien estat implicades en les atrocitats de la Revolució Cultural, així com la consagració dels "Quatre principis cardinals" a la constitució del país, que va mantenir el govern d'un sol partit a la Xina.El PCX no ha desclassificat molts documents relacionats amb la Revolució Cultural, i ha contribuït que el chilling effect en dissuadeixi el seu estudi acadèmic i la discussió pública dins de la societat xinesa.Recentment, hi ha hagut preocupacions per una possible erosió de les reformes de l'època i un govern més autocràtic sota Xi Jinping, que es va convertir en secretari general el 2012.

## Terminologia
Literalment, Boluan Fanzheng (拨乱反正 / 撥亂反正)  és un chéngyǔ  (frase feta característica de l'idioma xinès) que fa referència a una línia del comentari de Gongyang als Annals de primavera i tardor de l'antiga Xina. L'expressió significa "corregir el caos i tornar a la normalitat".
El 19 de setembre de 1977, Deng Xiaoping va proposar per primera vegada la idea de "Boluan Fanzheng" durant una reunió amb alts funcionaris del ministeri d'Educació de la Xina, i va demanar als funcionaris que corregessin els errors de la Revolució Cultural en el camp de l'educació.

## Ideologia

### Debat sobre els estàndards de la veritat

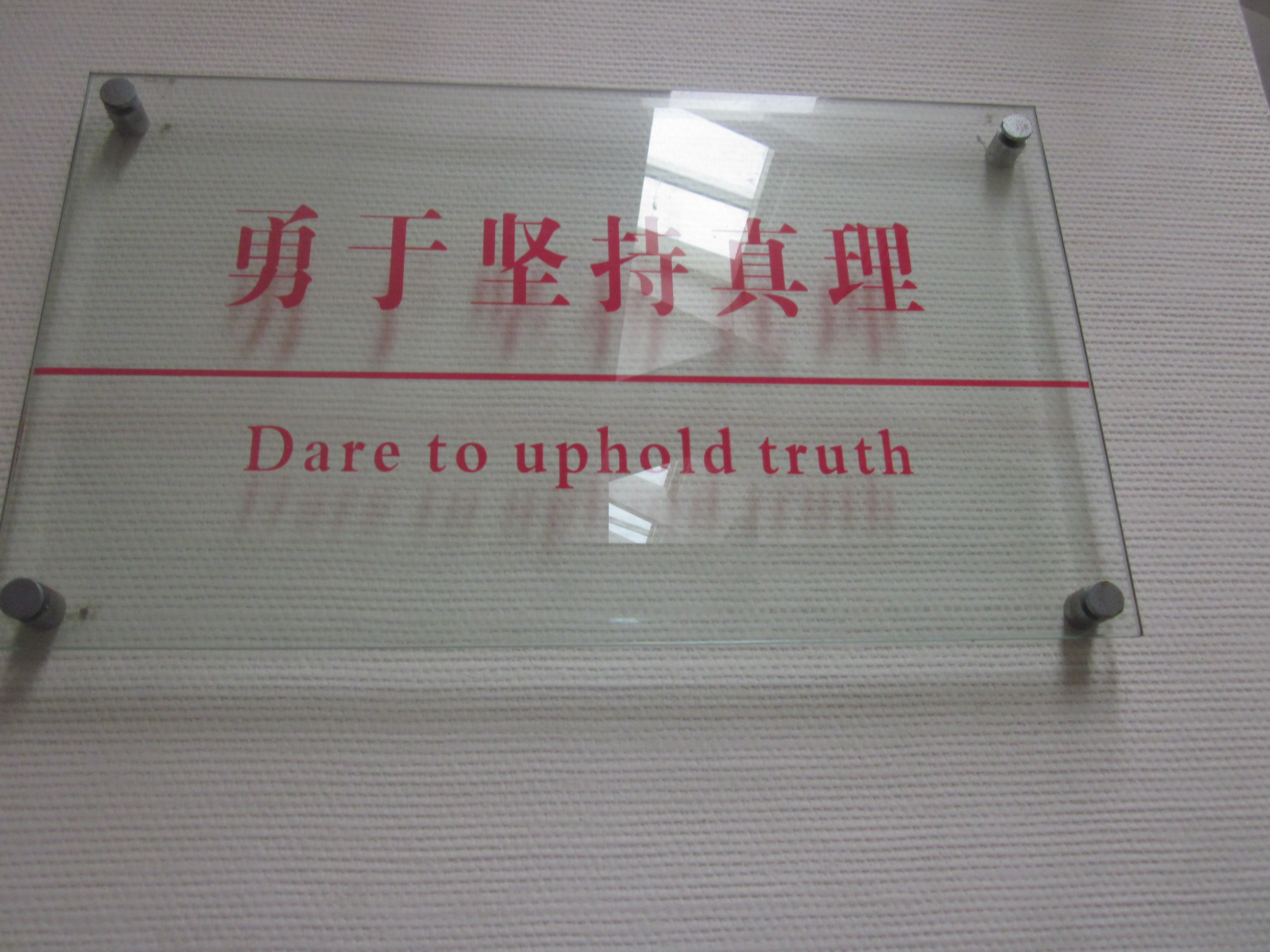
Dins de l'antiga residència de Hu Yaobang.

Després de la mort de Mao Zedong el setembre de 1976, Hua Guofeng va succeir Mao com a president del Partit Comunista de la Xina (PCX) i president de la Comissió Militar Central. Hua va dur a terme la majoria de les polítiques maoistes i va seguir la pauta dels "Dos absoluts", xinès: 两个凡是 Liǎng gè fánshì:

| «             | (xinès) 凡是毛主席作出的决策，我们都坚决维护，凡是毛主席的指示，我们都始终不渝地遵 // Fánshì máo zhǔxí zuòchū de juécè, wǒmen dōu jiānjué wéihù, fánshì máo zhǔxí de zhǐshì, wǒmen dōu shǐzhōng bù yú de zūn | (català) Mantindrem decididament totes les decisions preses pel president Mao; seguirem sense defallir totes les instruccions donades pel president Mao. | » |
| — Hua Guofeng | | |   |

Aquesta declaració es va incloure en un editorial conjunt, titulat "Estudia bé els documents i agafa l'enllaç clau", imprès el 7 de febrer de 1977 al Diari del Poble, la revista Bandera Roja i el Diari de l'Exèrcit Popular d'Alliberament.
El juliol de 1977, amb el suport d'alguns alts funcionaris influents com ara Ye Jianying i Chen Yun, Deng Xiaoping va ser rehabilitat oficialment i va ser reintegrat com a vicepresident del PCX i vicepresident de la Xina, després de ser purgat (dues vegades) per Mao durant la Revolució Cultural.
El maig de 1978, Deng, juntament amb Hu Yaobang i altres aliats, van iniciar un debat a gran escala dins de la societat xinesa, on es discutiren els criteris per a provar la veritat i es criticava la ideologia dels "Dos absoluts".Deng i els seus aliats van avalar la filosofia de "la pràctica és l'únic criteri per comprovar la veritat", que va ser proposada per primera vegada en un article publicat pel Guangming ribao l'11 de maig de 1978 i va obtenir un gran suport de l'opinió pública xinesa.El debat també va donar lloc al "Moviment de la Nova Il·lustració" massiu a la Xina continental que va durar més d'una dècada, el qual promovia la democràcia, l'humanisme i els valors universals com els drets humans i la llibertat.
El 13 de desembre de 1978, Deng va pronunciar un discurs a la cerimònia de clausura de la 3a Sessió Plenària de l'11è Comitè Central del PCX, durant la qual va substituir Hua Guofeng com a nou líder suprem de la Xina. En el seu discurs titulat Emancipa la ment, busca la veritat dels fets, uneix-te com un i mira cap endavant (解放思想，实事求是，团结一致向前看), Deng va instar la societat xinesa a cercar la veritat a partir dels fets i va assenyalar que si el PCX, tot el país i el poble continuessin seguint el maoisme amb una mentalitat obstinada i una superstició cega, llavors mai podrien avançar i peririen.

### Invalidant la Revolució Cultural

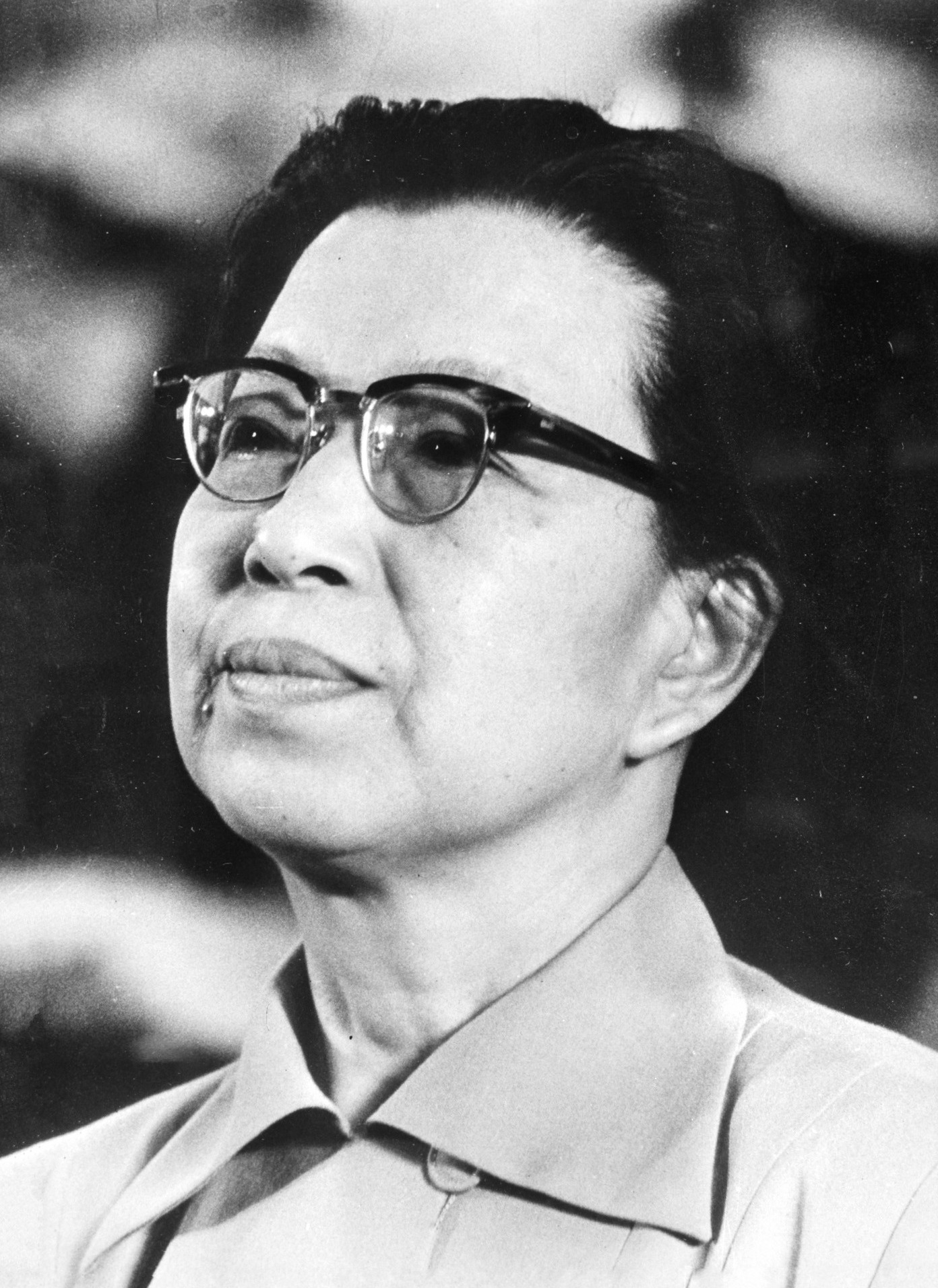
Jiang Qing, esposa de Mao Zedong i membre clau de la Banda dels Quatre.

El 9 de setembre de 1976, Mao Zedong moria a Pequín i el 6 d'octubre, Hua Guofeng juntament amb Ye Jianying, Wang Dongxing i altres van arrestar la Banda dels Quatre en un cop d'estat polític a Huairentang, la qual cosa marcà la fi de la Revolució Cultural.No obstant això, després que Hua Guofeng es convertís en el nou líder suprem de la Xina succeint Mao, va continuar les polítiques maoistes i es va adherir a les directrius dels "Dos absoluts", sense invalidar la Revolució Cultural.
Després que Deng Xiaoping guanyés la lluita pel poder sobre Hua i es convertís en el nou líder suprem de la Xina el desembre de 1978, ell i els seus aliats van començar a implementar sistemàticament el programa Boluan Fanzheng per a corregir els errors de la Revolució Cultural.Des de finals de la dècada de 1970, Deng i els seus aliats van desmantellar gradualment la línia maoista de "contínues lluites de classes", i canviaren també l'enfocament del PCX i del govern xinès cap a la "construcció econòmica" també com a "modernització".El 1980-1981, Hua Guofeng finalment va renunciar als seus càrrecs com a president del PCX, president de la Comissió Militar Central i primer ministre de la República Popular de la Xina.Deng el va succeir com a nou cap de l'exèrcit, mentre que dos dels seus aliats més propers van assumir els altres dos càrrecs: Hu Yaobang com a nou president del PCX i Zhao Ziyang com a nou primer ministre.
Del 20 de novembre de 1980 al 25 de gener de 1981, un tribunal especial del Tribunal Popular Suprem va dur a terme un judici de la Banda dels Quatre i sis persones més, i finalment va anunciar penes de mort amb suspensió de dos anys per a Jiang Qing i Zhang Chunqiao, i diverses penes de presó, inclosa la cadena perpètua, per a altres membres.
El juny de 1981, a la 6a Sessió Plenària de l'11è Comitè Central del PCX, alts funcionaris del PCX van aprovar per unanimitat la Resolució sobre certes qüestions històriques del partit des de la fundació de la República Popular de la Xina. La resolució va ser redactada sota la supervisió de Deng Xiaoping i invalidava oficialment la Revolució Cultural, tot qualificant-la com "un estrall domèstic endegat per error pel líder (Mao Zedong) i aprofitat per les bandes contrarevolucionàries (Lin Biao i la Banda dels Quatre)" i que "va ser responsable dels contratemps i de les pèrdues més grans que van patir el Partit, el país i el poble des de la fundació de la República Popular de la Xina".

## Política i dret

### Rehabilitació de les víctimes

Hu Yaobang, llavors secretari general del Partit Comunista Xinès, va ajudar Deng Xiaoping a llançar el programa Boluan Fanzheng i va rebre el suport de Deng per fer-se càrrec de la rehabilitació de milions de víctimes perseguides a la Revolució Cultural.

Durant el període Boluan Fanzheng, Hu Yaobang, llavors secretari general del Partit Comunista Xinès (PCX), va rebre el suport de Deng Xiaoping i d'altres per fer-se càrrec de la rehabilitació de milions de víctimes perseguides en els anomenats "casos injustos, falsos i erronis (冤假错案)"  del moviment anti-dretà el 1957.Al cap d'uns anys després de 1978, les víctimes de més de 3 milions de casos d'aquest tipus van ser rehabilitades. Tanmateix, finalment, encara hi havia al voltant de 100 "dretans" que no van rebre la rehabilitació oficial, sobretot Zhang Bojun, Luo Longji, Chu Anping i altres.

A més dels "dretans" de les "Cinc Categories Negres", el Comitè Central del PCX va decidir el gener de 1979 abolir les altres quatre categories socials discriminades. Segons les estadístiques oficials, l'any 1984, al voltant de 4,4 milions de "terratinents" i "agricultors rics" havien estat rehabilitats, i un total de més de 20 milions de persones que eren titllades com a membres de les "quatre categories negres" o les seves famílies havien rebut una rectificació en el seu estatus social.

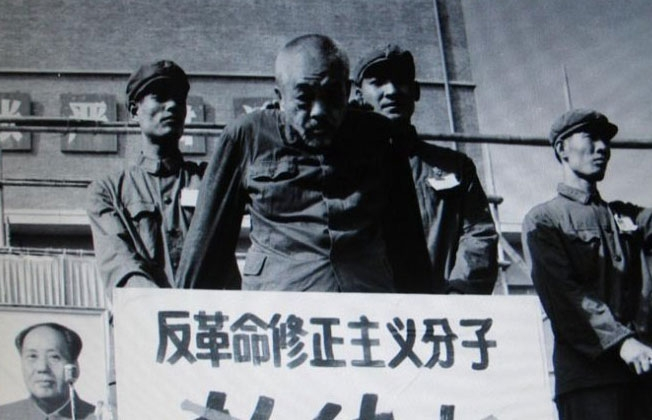
Una sessió de lluita del mariscal Peng Dehuai, que va ser perseguit a mort durant la Revolució Cultural. Va ser rehabilitat pòstumament el desembre de 1978

 La rehabilitació d'aquestes importants figures va ser avalada i dirigida per Deng Xiaoping, Chen Yun, Hu Yaobang i altres alts funcionaris del PCX.
- Liu Shaoqi, 2n President de la República Popular de la Xina. Durant la Revolució Cultural, va ser qualificat com a "traïdor i espia". L'any 1968 va ser expulsat del partit i destituït de tots els seus càrrecs dins i fora del partit. El 1969, va morir de malaltia a Kaifeng, província de Henan, mentre estava exiliat i detingut. El 1980, la cinquena sessió plenària de l'11è Comitè Central del Partit Comunista Xinès va rehabilitar totalment Liu Shaoqi i va restaurar tota la seva reputació com a líder del Partit i de l'estat.[65]

- Peng Dehuai, un dels deu mariscals de la República Popular de la Xina , va ser brutalment perseguit durant la Revolució Cultural, va patir càncer de còlon i va morir el 29 de novembre de 1974. El desembre de 1978, el Comitè Central del Partit Comunista de la Xina va rehabilitar Peng Dehuai i va restaurar tota la seva reputació com a líder del Partit i del país.[63]

- He Long, un dels deu mariscals de la Xina i viceprimer ministre de la República Popular de la Xina. Durant la Revolució Cultural, va ser acusat per Lin Biao i Kang Sheng de preparar-se per promoure el "Motí de febrer" (l'incident de He Long). L'octubre de 1982, el Comitè Central del Partit Comunista de la Xina va prendre la "Decisió de rehabilitar completament el camarada He Long".[66]

- Xi Zhongxun, membre destacat del PCX i pare de Xi Jinping. Xi va ser rehabilitat oficialment el febrer de 1980.[67]

- Bo Yibo, membre destacat del PCX i pare de Bo Xilai. Va ser perseguit i criticat durant la Revolució Cultural pel "cas del grup de seixanta-un renegats". La seva dona, Hu Ming, va intentar suïcidar-se prenent pastilles per a dormir mentre era criticada i detinguda. El desembre de 1978, Bo va ser rehabilitat sota els auspicis de Hu Yaobang.[68]

- Tao Zhu, membre destacat del PCX i membre del Comitè Permanent del Politburó. Va renunciar i va ser empresonat el 1967. Va morir de càncer de vesícula biliar el 1969. La seva família no va poder visitar-lo abans ni després de la seva mort. El desembre de 1978, la Tercera Sessió Plenària de l'11è Comitè Central del Partit Comunista de la Xina va rehabilitar Tao Zhu.[69]

### La Constitució de la Xina

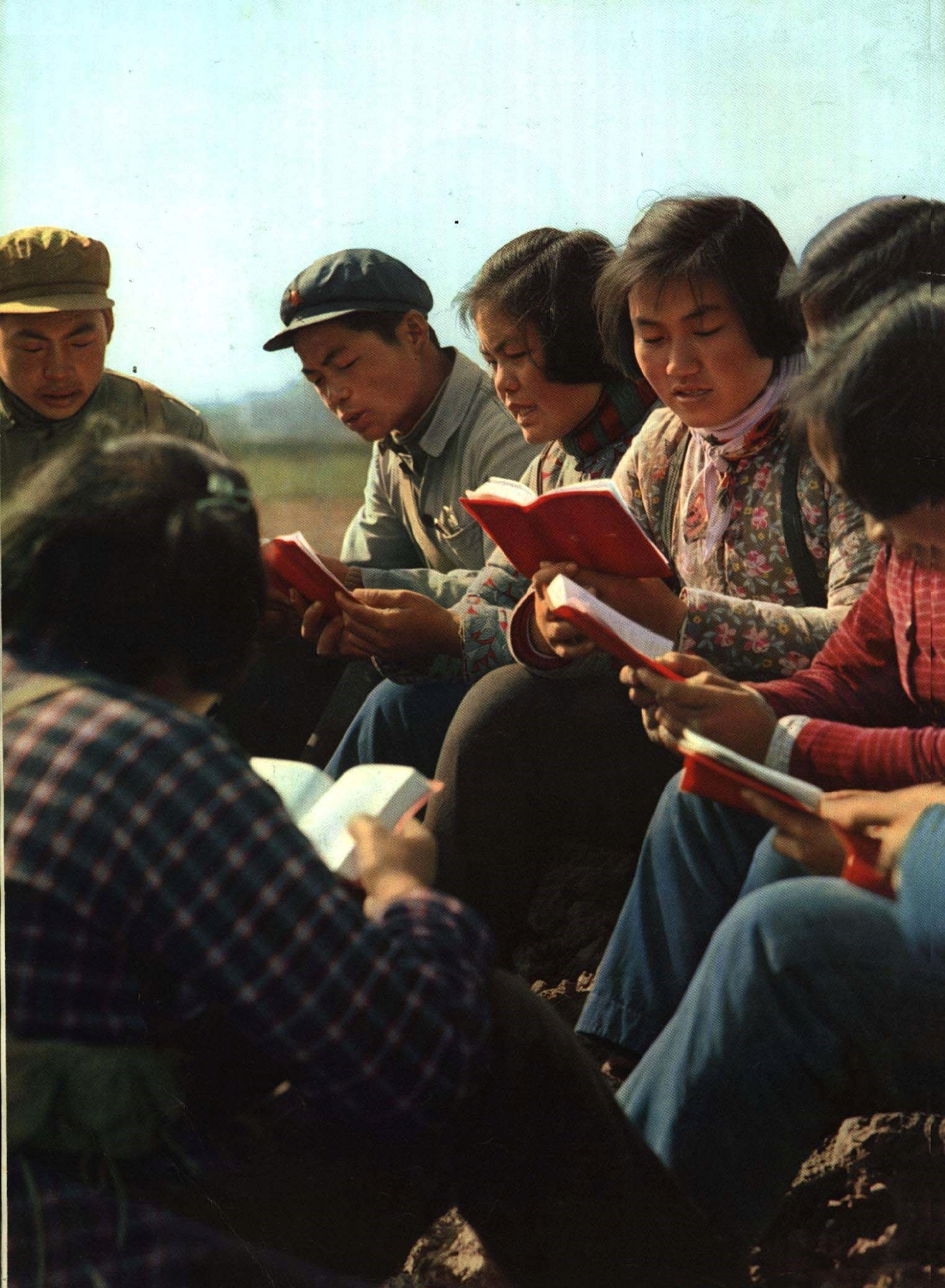
Durant la Revolució Cultural, les citacions del Petit Llibre Roig del president Mao Zedong van ser molt populars, i el culte a la personalitat de Mao Zedong assolí el seu punt àlgid. En aquell moment, la Constitució i l'estat de dret de la Xina es van passar per alt.

La primera Constitució de la República Popular de la Xina, coneguda comunament com la "Constitució de 1954", va entrar en vigor el 1954. No obstant això, el 1958, Mao Zedong va defensar públicament el "govern de l'home" sobre el "govern del dret",tot dient:
No podem governar la majoria de la gent confiant en la llei. La majoria de la gent [només es pot governar] confiant en el cultiu de [bons] hàbits. La dependència de l'exèrcit del govern per llei no va funcionar; el que realment ha funcionat ha estat la conferència de 1.400 persones. Qui podria recordar tantes clàusules d'un codi civil o una llei penal? Vaig participar en la formulació de la Constitució, però tanmateix no la recordo (...)  Cada resolució que fem és una llei, i les normes de seguretat pública només es poden seguir si es converteixen en hàbits i esdevenen una opinió social.
Durant la Revolució Cultural, la Constitució de la Xina va ser revisada el 1975 i la segona Constitució, coneguda comunament com la "Constitució de 1975", va absorbir el maoisme i vocabulari com el "lideratge absolut del PCX (a la Xina)" al seu contingut principal.La Constitució també va incorporar descripcions manifestes de l'organització del PCX, i abolia els càrrecs governamentals més alts, incloent el de President i Vicepresident de la República Popular de la Xina.
Poc després que la Revolució Cultural acabés el 1976, i d'acord amb les directrius dels "Dos absoults" de Hua Guofeng, el 1978 es va publicar una tercera Constitució de la Xina (coneguda com la "Constitució de 1978"). Tot i que algunes de les expressions associades a la Revolució Cultural es van suprimir de la Constitució de 1978, la major part del contingut de la Constitució de 1975 es va mantenir a la nova Constitució, inclòs el reconeixement de l'"assoliment" de la Revolució Cultural i declaracions manifestes com el "lideratge del PCX" a la Xina.
Durant el període Boluan Fanzheng, però, Deng Xiaoping va pronunciar un important discurs titulat Sobre la reforma del sistema de lideratge del partit i de l'estat (党和国家领导制度改革) el 18 d'agost de 1980, on proposava a l'Assemblea Popular Nacional que la Xina necessitava reformes polítiques i una revisió sistemàtica de la seva Constitució.Deng va assenyalar que la nova Constitució ha de ser capaç de protegir els drets civils dels nacionals xinesos i ha de demostrar el principi de la separació de poders; també va descriure la idea de "lideratge col·lectiu", i advocava pel principi "un home, un vot" entre els alts dirigents per evitar la dictadura del secretari general del PCX.El desembre de 1982, la quarta Constitució de la Xina (coneguda comunament com la "Constitució de 1982"), va ser aprovada pel 5è Congrés Nacional del Poble. Encarava el constitucionalisme a l'estil xinès, i gran part del seu contingut segueix sent efectiu a dia d'avui.En comparació amb versions anteriors, alguns dels canvis notables a la Constitució de 1982 inclouen:
- Es va suprimir el vocabulari de la Revolució Cultural com ara "la revolució contínua sota la dictadura del proletariat"
- Fins a cert punt, va redreçar la relació entre el Partit i la llei, va separar els òrgans d'afers del Partit Comunista de la Xina de les institucions estatals i va aconseguir nominalment la separació del Partit i el govern.
- Es va eliminar la clàusula "l'estat està dirigit pel Partit Comunista de la Xina" i les paraules "Partit Comunista de la Xina" ja no apareixen directament al text legalment vinculant de la Constitució (aquesta clàusula es va restaurar durant l'administració de Xi Jinping el 2018)[82]
- Estipula que "cap organització o individu, inclòs el Partit Comunista Xinès, pot tenir privilegis que excedeixin la Constitució i la llei";[83]
- Els càrrecs de president i vicepresident de la República Popular de la Xina, que havien estat abolits a la Constitució de 1975, es van restablir, amb un límit de dos mandats consecutius i cinc anys per a cada mandat (aquesta restricció va ser eliminada durant l'administració de Xi Jinping el 2018).[84][85]

## Acadèmics i educació

### Científics i intel·lectuals

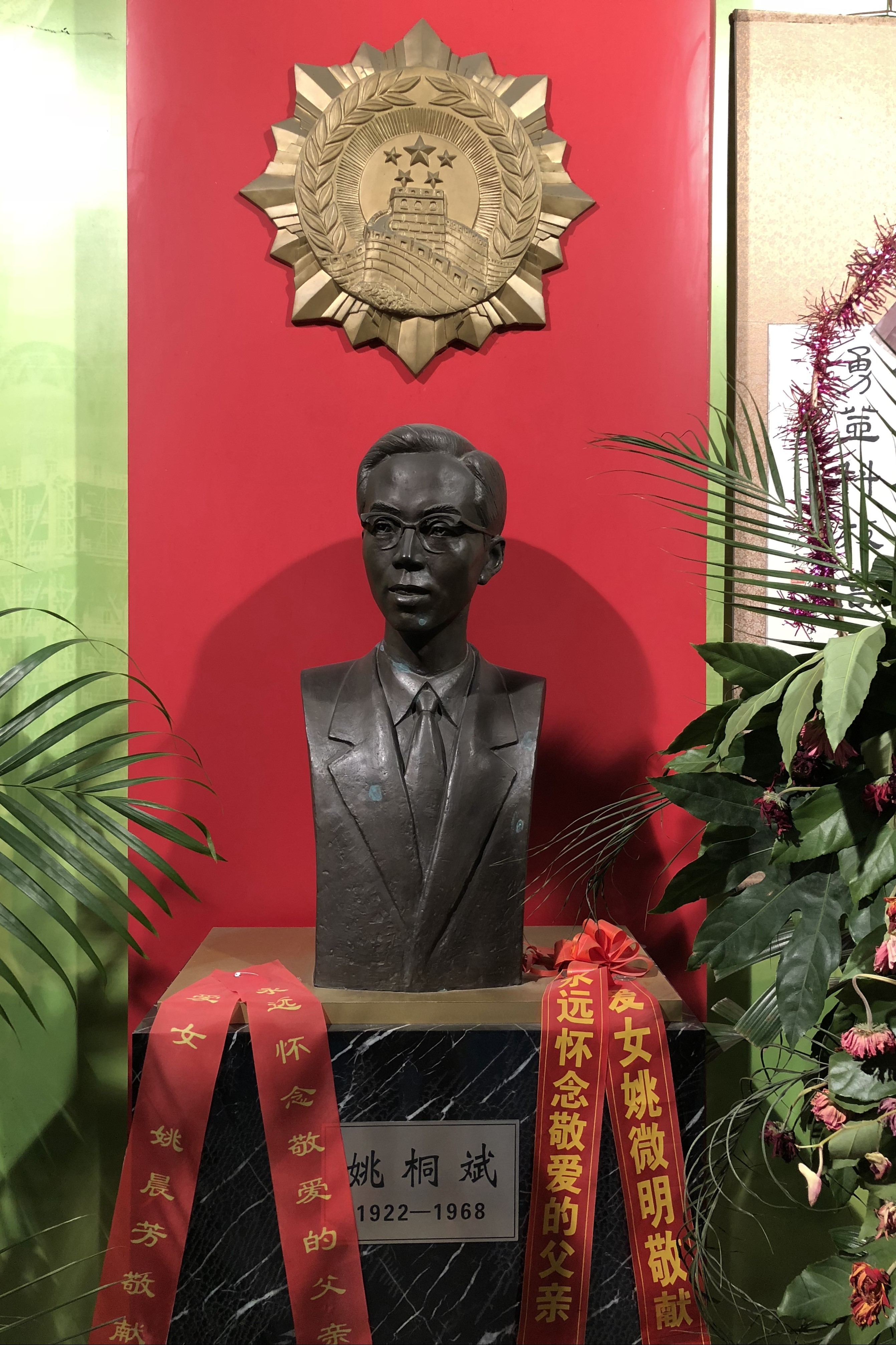
Yao Tongbin, destacat científic de míssils xinès que va ser apallissat fins a la mort durant la Revolució Cultural, va ser reconegut pòstumament com un màrtir (烈士) en el període Boluan Fanzheng.

La Revolució Cultural va tenir un impacte significatiu en el desenvolupament de la investigació científica a la Xina. A partir de 1968, dels 171 membres sèniors de la seu de l'Acadèmia Xinesa de les Ciències a Pequín, 131 van ser derrocats, i entre tots els membres de l'acadèmia a tot el país, 229 van ser perseguits a mort.Al setembre de 1971, més de 4.000 membres del personal del centre nuclear de la Xina a Qinghai van ser perseguits: entre ells, 40 es van suïcidar, cinc van ser executats i 310 van quedar inhabilitats permanentment. Els acadèmics i els intel·lectuals eren considerats com el "Novè vell pudent" i van ser àmpliament perseguits.Entre els destacats acadèmics, científics i educadors que van morir a causa de la Revolució Cultural s'hi inclouen Xiong Qinglai, Jian Bozan, Lao She, Tian Han, Fu Lei, Wu Han, Rao Yutai, Wu Dingliang, Yao Tongbin i Zhao Jiuzhang.
Durant el període Boluan Fanzheng, el mateix Deng Xiaoping es va encarregar de la rehabilitació dels científics i intel·lectuals perseguits durant la Revolució Cultural.El març del mateix any, es va celebrar la Conferència Nacional de Ciència a Pequín. A la conferència, Deng Xiaoping va assenyalar que "els intel·lectuals han passat a formar part de la classe treballadora" i que "la clau de la modernització és la modernització de la ciència i la tecnologia".Posteriorment, Deng va destacar la necessitat de "respectar el coneixement, respectar el talent i oposar-se a la idea equivocada de no respectar els intel·lectuals".Una de les declaracions notables de Deng va ser que "la ciència i la tecnologia són forces productives primàries.
Després del període Boluan Fanzheng, van sorgir al món literari xinès gèneres literaris relacionats com la "literatura de les cicatrius", la "literatura de la reflexió" (反思文学) i la "literatura de les reformes" (改革文学).

### Sistema educatiu
El sistema educatiu de la Xina es va aturar virtualment durant la Revolució Cultural. En els primers mesos de la Revolució Cultural, es van tancar escoles i universitats. Les escoles primàries i secundàries es van reobrir més tard, però tots els col·legis i universitats es van tancar fins al 1970, i la majoria de les universitats no van reobrir fins al 1972.Els exàmens d'accés a la universitat es van cancel·lar després de 1966, per ser substituïts més tard per un sistema pel qual els estudiants eren recomanats per fàbriques, pobles i unitats militars.Es van abandonar els valors ensenyats en l'educació tradicional. El 1968, el Partit Comunista va instituir el moviment baixar al camp, en el qual els "joves educats" (知识青年, zhishi qingnian o simplement 知青, zhiqing) de les zones urbanes van ser enviats a viure i treballar a les zones agràries per ser reeducats per al treball manual i entendre millor el paper de la societat camperola xinesa.
El 1977, a proposta de Zha Quanxing i Wen Yuankai, Deng Xiaoping va restaurar l'examen d'accés a la universitat nacional (Gaokao) després de la seva aturada de deu anys durant la Revolució Cultural, amb la qual cosa restablia l'educació superior i canviava la vida de desenes de milions de xinesos.Deng considerava la ciència i l'educació com els fonaments de les quatre modernitzacions de la Xina.
El 22 d'abril del 1978 es va celebrar a Beijing la Conferència Nacional sobre el Treball Educatiu. En el seu discurs, Deng Xiaoping va dir:
| « | Hem de millorar l'estatus polític i social del professorat. Els estudiants no només han de respectar els professors, sinó que tota la societat ha de respectar els professors. Animem els estudiants a respectar llurs professors i també animem els professors a cuidar llurs alumnes. Respectar els professors i estimar els alumnes, ensenyar i aprendre els uns dels altres, aquesta és la companyonia revolucionària entre professors i estudiants. Cal lloar i premiar els educadors excel·lents amb gran fanfàrria. Hauríem d'estudiar el règim salarial dels mestres, especialment dels de primària i secundària. S'han de prendre les mesures adequades per animar les persones a participar en l'educació al llarg de la seva vida. | » |

L'octubre de 1978, Deng Xiaoping va afirmar, a més, que "l'educació és la causa més fonamental d'una nació", amb la qual cosa refutava l'afirmació de Zhang Chunqiao, un dels membres de la Banda dels Quatre, segons la qual "fins i tot si tot el país esdevé analfabet, seria una victòria".
Durant el període Boluan Fanzheng, es va proposar l'eslògan de "implementar l'educació obligatòria " i el 1982 "l'educació primària obligatòria universal" es va incloure a la constitució recentment elaborada, la "Constitució de 1982".El 1985, a proposta del llavors primer ministre Zhao Ziyang, l'Assemblea Popular Nacional va aprovar una resolució per a designar el 10 de setembre de cada any com a Dia del Mestre a la República Popular de la Xina.El 1986 es va promulgar la "Llei d'educació obligatòria de la República Popular de la Xina" i la Xina continental va començar a implementar formalment l'educació obligatòria de nou anys.A més, a la dècada del 1980, el reputat matemàtic xinès-nord-americà Shiing-Shen Chern va proposar a Deng Xiaoping que els sous dels professors s'apugessin com a mínim fins a 100 RMB al mes. La proposta va ser ràpidament aprovada per Deng.

## Controvèrsies

### Desmaoització i avaluació de Mao Zedong

Mantenir la imatge de Mao Zedong a Tiananmen va ser una de les principals controvèrsies després de la Revolució Cultural.

S'ha argumentat que el programa Boluan Fanzheng llançat per Deng Xiaoping tenia limitacions i controvèrsies, com la incorporació dels "Quatre Principis Cardinals" a la Constitució de 1982 que prohibeixen als ciutadans xinesos desafiar el camí socialista de la Xina, el maoisme, el marxisme-leninisme així com el lideratge del Partit Comunista Xinès.
La construcció del Mausoleu de Mao Zedong a la Plaça de Tiananmen i la conservació del quadre de Mao a Tiananmen també van ser objecte de disputa.A més, alguns estudiosos han assenyalat que el mateix Deng Xiaoping va revelar les seves limitacions personals en la seva comprensió de Mao i el totalitarisme; això es va poder veure, per exemple, quan Deng va insistir que entre tot el que Mao havia fet al poble xinès, "el 70% eren coses bones i el 30% eren dolentes", mentre que atribuïa molts desastres de la Revolució Cultural a Lin Biao i la Banda dels Quatre.Algunes persones també creuen que no negar Mao sinó retenir-lo com a símbol de la revolució i la legitimitat nacional estava fora de les necessitats polítiques del PCX i fins i tot de Deng Xiaoping i altres.
Després de la seva mort, Mao ha estat vist com una figura controvertida a tot el món. A finals de la dècada de 1970, dissidents polítics a la Xina com Wei Jingsheng van iniciar el "Moviment del mur de la democràcia" a Pequín, en què criticava Mao, així com el maoisme i el sistema unipartidista de la Xina, mentre reclamaven democràcia i llibertat. Tanmateix, les iniciatives de Wei van ser finalment suprimides per Deng.

### Alliberament limitat i dictadura unipartidista

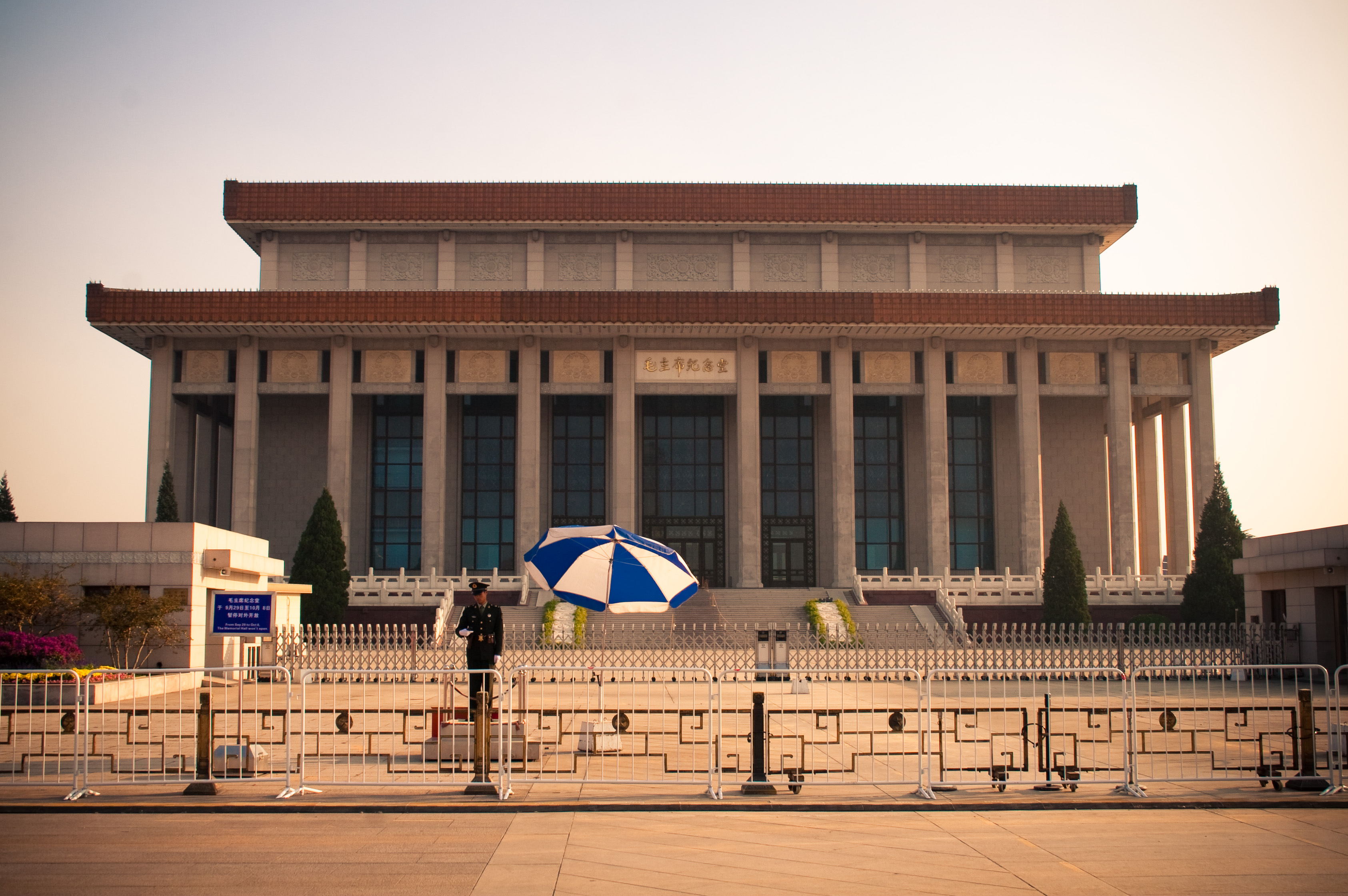
Després de la mort de Mao Zedong i el final de la Revolució Cultural, es va construir el Mausoleu de Mao Zedong al costat sud de la plaça de Tian'anmen a Pequín, fet que va causar polèmica.

Durant el període Boluan Fanzheng, així com la primera fase del període reforma i obertura, Deng Xiaoping, d'una banda, va subratllar la importància d'"emancipar la ment", mentre que d'altra banda va advertir repetidament contra l'anomenada "liberalització burgesa".A més, persones notables com Zhang Bojun i Luo Longji que van ser perseguits durant la campanya antidretana, foren de les poques persones que no van rebre rehabilitació.
El 1983 es va llançar la campanya contra la contaminació espiritual, seguida de la campanya de liberalització antiburgesa que es va posar en marxa a finals de 1986. Les dues campanyes van ser iniciades per polítics conservadors d'esquerra i van rebre cert suport de Deng, però ambdues van ser cancel·lades finalment gràcies a la persuasió i intervencions de Hu Yaobang i Zhao Ziyang, els principals reformistes, a més de Deng dins del Partit Comunista Xinès (PCX).
Després de la Revolució Cultural, el Comitè Central del PCX no va aconseguir eliminar sistemàticament els "elements" associats amb la Revolució dins de la societat xinesa, alhora que prohibia les reflexions i revisions exhaustives sobre aquest període de la història dins de la Xina. La raó principal per la qual el PCX va prendre aquestes accions, segons diversos investigadors i observadors, és que fer una revisió exhaustiva de la Revolució Cultural dins de la Xina amenaçaria fonamentalment la legitimitat del PCX com a únic partit governant de la Xina.Altres, al mateix temps, també han assenyalat que, per bé que Deng i altres alts funcionaris del PCX van admetre que el Partit havia comès nombrosos errors en el passat, tot i així tractaven de preservar el govern de partit únic del PCX a la Xina.

### Controvèrsies legals

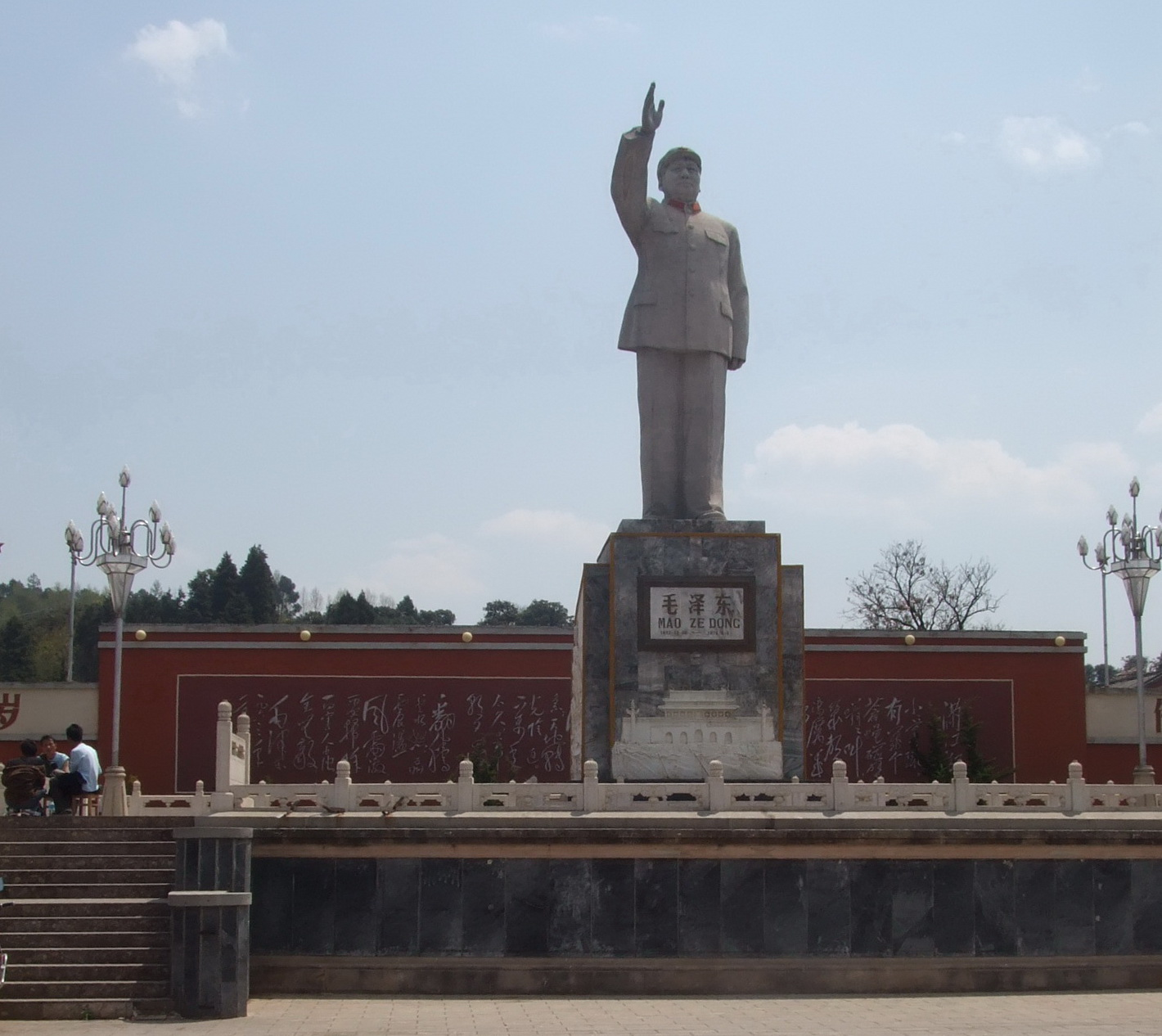
Actualment encara es poden veure diverses estàtues de Mao Zedong, erigides durant la Revolució Cultural, a moltes zones de la Xina continental. La imatge mostra una d'aquestes estàtues a la província de Yunnan, on desenes de milers de persones van ser assassinades a causa de les massacres de la Revolució Cultural

Durant la Revolució Cultural, es van produir massacres en moltes parts de la Xina continental.No obstant això, alguns dels líders directes i els principals criminals en aquests incidents no van ser portats a la justícia o només van rebre càstigs lleugers (com penes de presó de durada determinada o l'expulsió del Partit Comunista de la Xina)un fet que va provocar indignació pública. Desenes de milers de persones van viatjar a Pequín per a sol·licitar presencialment justícia als alts funcionaris del país.
- A la massacre de Guangxi, 100.000-150.000 persones van ser assassinades segons les investigacions oficials a la dècada de 1980, i es va produir un canibalisme massiu tot i que no existia fam.[137] La majoria de les persones que van participar en la massacre i/o en el canibalisme no van rebre cap càstig o càstigs relativament menors després. Al comtat de Wuxuan, on el canibalisme va ser més greu,[137] 91 persones van ser expulsades del partit, i 15 van ser processades i condemnades a fins a 14 anys de presó.[134][138][139]

- A l'incident de Mongòlia Interior, entre 20.000 i 100.000 persones van ser assassinades segons diversos registres i estimacions. No obstant això, el comandant en cap de la massacre, Teng Haiqing, no va ser castigat ni acusat de cap delicte perquè el Comitè Central del PCX creia que tenia "mèrits militars en el passat".[140]
- A la massacre de Daoxian de la província de Hunan, gairebé 10.000 persones van ser assassinades. No obstant això, només un petit nombre d'autors van ser castigats, i cap d'ells va ser condemnat a mort.[141][142]Diversos líders de la massacre van ser expulsats del PCX o condemnats a diverses penes de presó; al comtat de Dao, l'epicentre de la massacre, només 11 persones van ser processades, i van rebre fins a 10 anys de presó.[141]

### Museus de la Revolució Cultural
Després que la Revolució Cultural acabés, a partir de la dècada de 1980, Ba Jin i altres coneguts erudits, van demanar públicament l'establiment d'un "Museu de la Revolució Cultural" per permetre a les generacions futures de recordar les lliçons de la història i evitar-ne la repetició. La proposta va rebre el suport de molts ciutadans xinesos, però no hi va haver cap resposta oficial del Partit Comunista Xinès. D'altra banda, Ba Jin va ser posteriorment criticat i atacat durant la Campanya contra la contaminació espiritual així com la Campanya de liberalització antiburgesa llançada als anys vuitanta.
El 1996, el govern local de Shantou a la província de Guangdong va decidir establir el primer museu de la Revolució Cultural a la Xina continental: el Museu de la Revolució Cultural de Shantou, que finalment es va obrir al públic el 2005. Tanmateix, l'administració de Xi Jinping va obligar a tancar el museu el 2016.